# Scopula angusticallis
Scopula angusticallis là một loài bướm đêm trong họ Geometridae.